# Turbine Medien
Turbine Medien ist ein 2004 gegründeter DVD- und Blu-ray-Produzent von Christian Becker und Phil Friederichs aus Münster.

## Geschichte
Phil Friederichs und Christian Becker gründeten das Label am 10. März 2004 ursprünglich, um alle DVDs zu Dieter Hallervorden und Oliver Kalkofe auf den Markt zu bringen. Die ersten Veröffentlichungen waren die erste ProSieben-Staffel zu Kalkofes Mattscheibe, Didi – Der Doppelgänger, Didi und die Rache der Enterbten und die Fernsehserie Die Nervensäge.
Es folgten in den nächsten beiden Jahrzehnten weitere Veröffentlichungen. Darunter deutsche DVD und Blu-ray Produktionen wie RTL Samstag Nacht oder Ritas Welt, aber auch Editionen zu internationalen Filmen und Serien wie Texas Chainsaw Massacre, der Psycho-Filmreihe oder Knight Rider.

## Katalog (Auswahl)
- 2004: Didi der Doppelgänger (DVD)
- 2004: Didi und die Rache der Enterbten (DVD)
- 2004: Best of ‚Kalkofes Mattscheibe’ – Vol. 1 (Doppel-DVD)
- 2010: RTL Samstag Nacht – Box/Das Beste aus Staffel 1-5 (29 DVDs)
- 2013: Switch Reloaded – Vol. 1-6 – Die volle Ladung (DVD-Box)
- 2014: Unna Trilogie (Limited Deluxe Edition) (DVD & Blu-ray)
- 2015: The Texas Chainsaw Massacre (1974) (Limited Collector's Box) (Blu-ray)
- 2016: The Blues Brothers (Extended Version Deluxe Limited Digipak Edition) (Blu-ray)
- 2018: Hellraiser Trilogy (Collector's Edition) (Blu-ray)
- 2018: The Hills have Eyes (1977) (Limited Collector's Edition) (Blu-ray, DVD & CD)
- 2019: Psycho Legacy Collection (Limited Deluxe Edition) (Blu-ray)
- 2019: The Thing (1982) (Deluxe Edition) (Blu-ray)
- 2020: An American Werewolf in London (4K Ultimate Edition) (4K UHD & Blu-ray)
- 2020: Die Ultimative Wixx-Boxx (Limited 10-Disc-Edition) (Blu-ray)
- 2020: Die große Didi-Film-Collection (DVD & Blu-ray)
- 2022: Die große Didi-Serien Collection (DVD & SD on Blu-ray)
- 2022: 25 Jahre Kalkofes Mattscheibe (Capbox) (DVD & SD on Blu-ray)
- 2022: Flucht aus Absolom – Nichts ist primitiver als diese Zukunft 4K (Limited Mediabook Edition) (4K UHD + Blu-ray)
- 2022: The Frighteners (6-Disc Ultimate Edition) (4K UHD & Blu-ray)
- 2023: Knight Rider – Die komplette Serie (40th Anniversary Edition) (Blu-ray)